# Jokano
Jokano en basque ou Jocano en espagnol, est une commune ou contrée de la municipalité de Kuartango dans la province d'Alava dans la Communauté autonome basque.

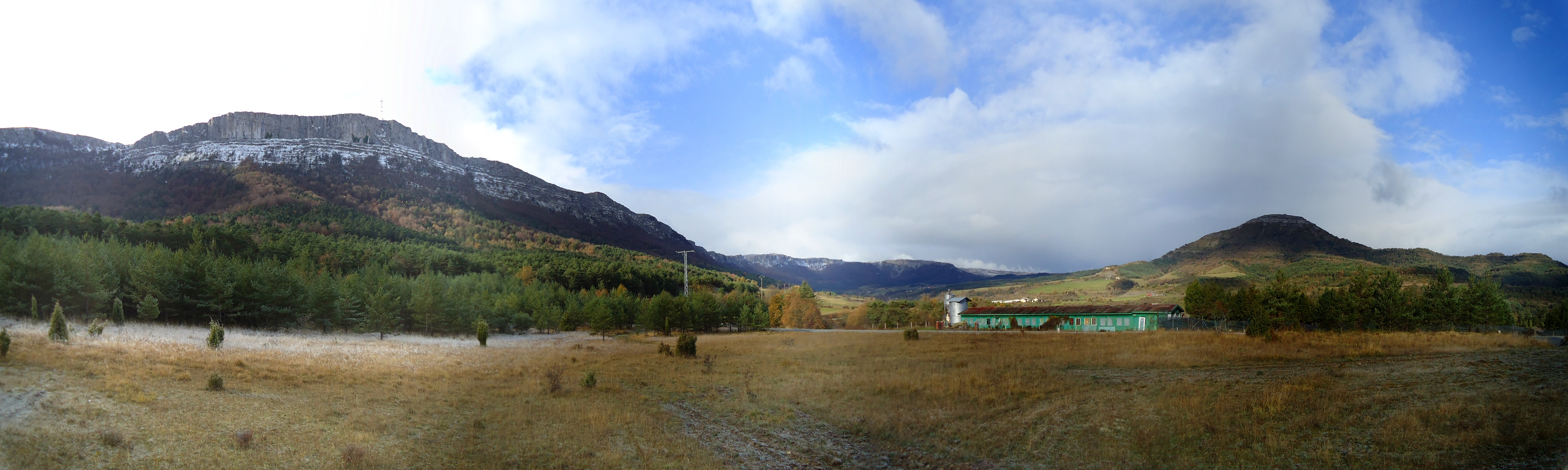
Vue du massif d'Arkamu et de Marinda de Jokano.